# Алмалы (Акжаикский район)
Алмалы́ (каз. Алмалы, до 1993 года — Коте́льниково) — село в Акжаикском районе Западно-Казахстанской области Казахстана. Административный центр Алмалинского сельского округа. Находится на правом берегу реки Урал, примерно в 120 км к юго-юго-востоку (SSE) от села Чапаев, административного центра района. Код КАТО — 273239100.

## Население
В 1999 году численность населения села составляла 1794 человека (888 мужчин и 906 женщин). По данным переписи 2009 года, в селе проживал 1571 человек (788 мужчины и 783 женщины).

## История
Посёлок Коте́льный входил во 2-й Лбищенский военный отдел Уральского казачьего войска.
По преданию посёлок назван так в честь древнего котла, найденного казаками в реке.